# David Bahati
David Bahati (Kampala, 6 de agosto de 1973) é um político ugandense e membro do Parlamento de Uganda. Ele e é membro do Movimento de Resistência Nacional, o partido do governo de Uganda. David Bahati é chefe do Conselho dos Escoteiros de Uganda.

David Bahati é formado em Comércio pela Universidade Makerere, tem Mestrado em Administração de Empresas pela Universidade de Cardiff, um certificado de executivo em gestão estratégica pela Wharton School da Universidade da Pensilvânia e um diploma em Inglês de Negócios pela Manchester business School. Antes de entrar para a política, Bahati foi chefe de finanças e administração da Secretaria da População de Uganda.

## Atuação política anti-homossexualidade
David Bahati chamou a atenção internacional em outubro de 2009, após a apresentação de um projeto de lei Anti-Homossexualidade no Uganda, propondo que fosse criado um novo tipo de delito no Código Penal de Uganda chamado de  "homossexualidade agravada", que seria punida como um crime capital. As propostas incluíam planos para introduzir a pena de morte para os adultos gays que mantivessem relações sexuais com menores de 18 anos, com pessoas com deficiência, ou quando o acusado é HIV positivo, ou para aqueles que anteriormente já tivessem um "histórico de homossexualidade". David Bahati expressou o desejo de "matar cada pessoa gay".
Bahati foi entrevistado por Rachel Maddow em dezembro de 2010. Ele afirmou que 15 milhões dólares americanos foram investidos em Uganda para "recrutar pessoas para serem gays". Quando perguntado por Maddow sobre as táticas para o "recrutamento", ele afirmou que as pessoas são aliciadas com dinheiro para "atraí-los para a prática de homossexualidade". Bahati afirmou que os vídeos estão circulando em Uganda, que afirmam que "um homem que dorme com um homem é bom", que estavam sendo usados para "recrutamento". Maddow contestou esta afirmação, dizendo que "o recrutamento de pessoas por gays é um mito comum em qualquer e todos os países que têm debatido leis como essa proposta em Uganda". Bahati deixou claro na entrevista que a lei que ele está propondo vai através do processo democrático de Uganda e que haverá debates. Além disso, ele diz acreditar que os Estados Unidos deveriam respeitar a sua soberania, bem como o fato de que a lei de Uganda terá jurisdição em apenas homossexuais ugandenses.